# Ethan
Ethan est un nom d'origine hébraïque cité dans la Bible.

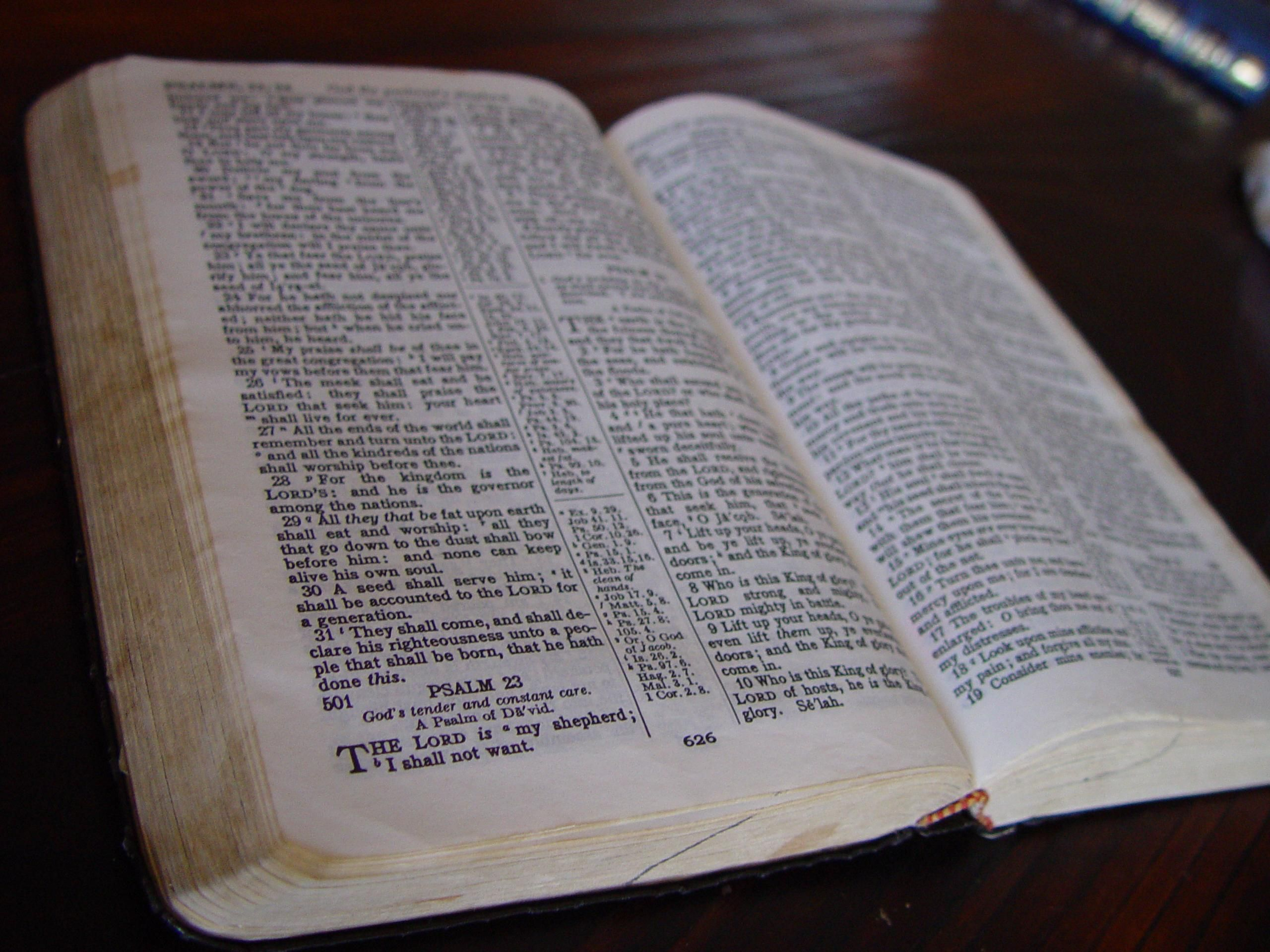
Une Bible

## Personnages bibliques
Le premier Ethan rencontré dans la Bible est l’un des petits-fils de Juda, lui-même fils de Jacob (vers 1600 av. J.-C.). Il est mentionné dans le premier livre des Chroniques, chapitre 2, verset 6.
L’autre est lévite. Il chante et joue de la cymbale pendant le transfert de l’Arche d'alliance à Jérusalem. On le trouve dans le premier livre des Chroniques chapitre 25, verset 3 sous le nom de Yedantan ou Yedutûn. Il s'agit vraisemblablement du même qui est qualifié de sage d’Israël, comme les fils de Mahol, dont la sagesse est jugée grande, mais inférieure à celle du roi Salomon, dans le 1er livre des Rois, chap 4, verset 31.